# Ilvese
Ilvese [ˈɪlvəzə] ist ein Stadtteil der Stadt Petershagen im Kreis Minden-Lübbecke in der Region Ostwestfalen-Lippe des Bundeslandes Nordrhein-Westfalen.

## Geografie
Ilvese liegt ca. 12 km nördlich des Petershäger Stadtkerns und ist in zwei Bereiche aufgeteilt: Das Dorf, in dem die meisten Ilveser leben und dem Holz, wo die Häuser in größeren Abständen angeordnet sind. Das Dorf grenzt im Norden an Heimsen und im Süden an Döhren. Östlich liegt Seelenfeld und westlich, getrennt durch die Weser, Buchholz. In Ilvese mündet auch die Gehle in die Weser. Südöstlich verläuft die Bahnstrecke Nienburg–Minden.

## Geschichte
Ilvese gehörte bis zur Franzosenzeit zum Amt Schlüsselburg des Fürstentums Minden. Der Ort gehörte von 1807 bis 1813 zum Kanton Windheim des napoleonischen Satellitenstaats Königreich Westphalen und kam 1816 zum neuen Kreis Minden. Bis 1972 bildete Ilvese eine Gemeinde im Amt Windheim des Kreises. Bevor die Gemeinde bei der kommunalen Neugliederung am 1. Januar 1973 Teil der Stadt Petershagen wurde, hatte sie eine Fläche von 6,94 km² sowie 607 Einwohner (31. Dezember 1972).

## Politik
Die Bevölkerung von Ilvese wird gegenüber Rat und Verwaltung der Stadt Petershagen seit 1973 durch einen Ortsvorsteher vertreten, der aufgrund des Wahlergebnisses vom Rat der Stadt Petershagen gewählt wird. Im Jahr 2009 wurde der Begriff Ortsvorsteher durch Ortsbürgermeister ersetzt.
Benjamin Schmidt ist Ortsbürgermeister.

## Kultur und Sehenswürdigkeiten
Das beliebteste Fest ist das Dorfgemeinschaftsfest. Es ist immer am ersten Wochenende im September und findet hinter dem Dorfgemeinschaftshaus statt. Fast alle Ilveser nehmen am Ernteumzug teil. Dafür werden auch jedes Jahr Erntewagen erstellt.